# Birdsville Track
Birdsville Track er en bemærkelsesværdig vej i Australien. Den 517 kilometer lange vej løber fra Marree, en lille by i det nordlige South Australia, mod nord gennem Tirariørkenen og Sturt Stony-ørkenen til Birdsville i det sydvestlige Queensland.
I de tidlige år var vejen af meget dårlig kvalitet og kun egnet til firehjulstrukne køretøjer med høj frigang, men den er blevet opgraderet til en grusvej i fuld skala og er nu en populær turistrute. Den bruges også af lastbiler til transport af dyr.
Vejen krydser den tørreste del af landet med en gennemsnitlig nedbør på mindre end på 100 millimeter om året. Området er meget goldt, tørt og isoleret, og alle, der ønsker at rejse på vejen, skal medbringe frisk vand, forsyninger, brændstof og reservedele til deres køretøjer i tilfælde af nødsituationer.
Indtil 1930'erne var det kun kvæg og kameler, som benyttede Birdsville Track. I dag er det blevet en meget populær vej. Som følge heraf er vejen rimeligt velholdt og generelt temmelig jævn. Men som enhver outback-vej kan dets tilstand ændre sig, især efter regn. Store strækninger af sporet kan stadig ødelægges af lynoversvømmelser og sandflugt.
Brændstof, forsyninger og faciliteter, herunder et hotel, findes ved vejen på Mungeranie-stationen med tre faste indbyggere, 204 kilometer fra Marree og 313 kilometer fra Birdsville.